# Владан Милоевич
Владан Милоевич (на сръбски: Владан Милојевић) е бивш сръбски футболист и настоящ треньор.

## Кариера

### Кариера като футболист
Юноша е на Цървена звезда, но дебютира в професионалния футбол с Бечей. През 1990 преминава в Раднички Белград. Три години по-късно поради разпадането на Югославия преминава в Гърция, където до 2004 година облича последователно екипите на ПАС Янина, Каламата, Аполон Смирни, Панатинайкос, Ираклис и Акратитос.

### Кариера като треньор
Започва треньорската си кариера в юношеските формации на Ираклис и Цървена звезда. От 2011 до 2012 води Явор Иваница. Между 2012 и 2015 година е треньор на Чукарички. През тези три сезона успява на два пъти да класира отбора за Лига Европа.
През сезон 2015/16 работи в Кипър, начело на Омония Никозия. В рамките на кампанията успява да достигне до финала за Купата на Кипър.
Добрите ме резултати не остават незабелязани, и през август 2016 г. поема борещият се за челните места в гърция тим на Паниониос. Начело на атинския клуб постига поредица от добри резултати, като през през редовния сезон извежда тима си до втората позиция, която обаче губи в плейофите.
На 5 юни 2017 г. Милоевич се завръща в родния си клуб – Цървена звезда, този път като треньор. Под негово ръководство Звездашите успяват за пръв път от 10 години да се класират за Груповата фаза на ЕКТ.